# Sebnitz (stacja kolejowa)
Sebnitz (Sachs) – stacja kolejowa w Sebnitz, w kraju związkowym Saksonia, w Niemczech. Znajdują się tu 2 perony.